# Greg Lake

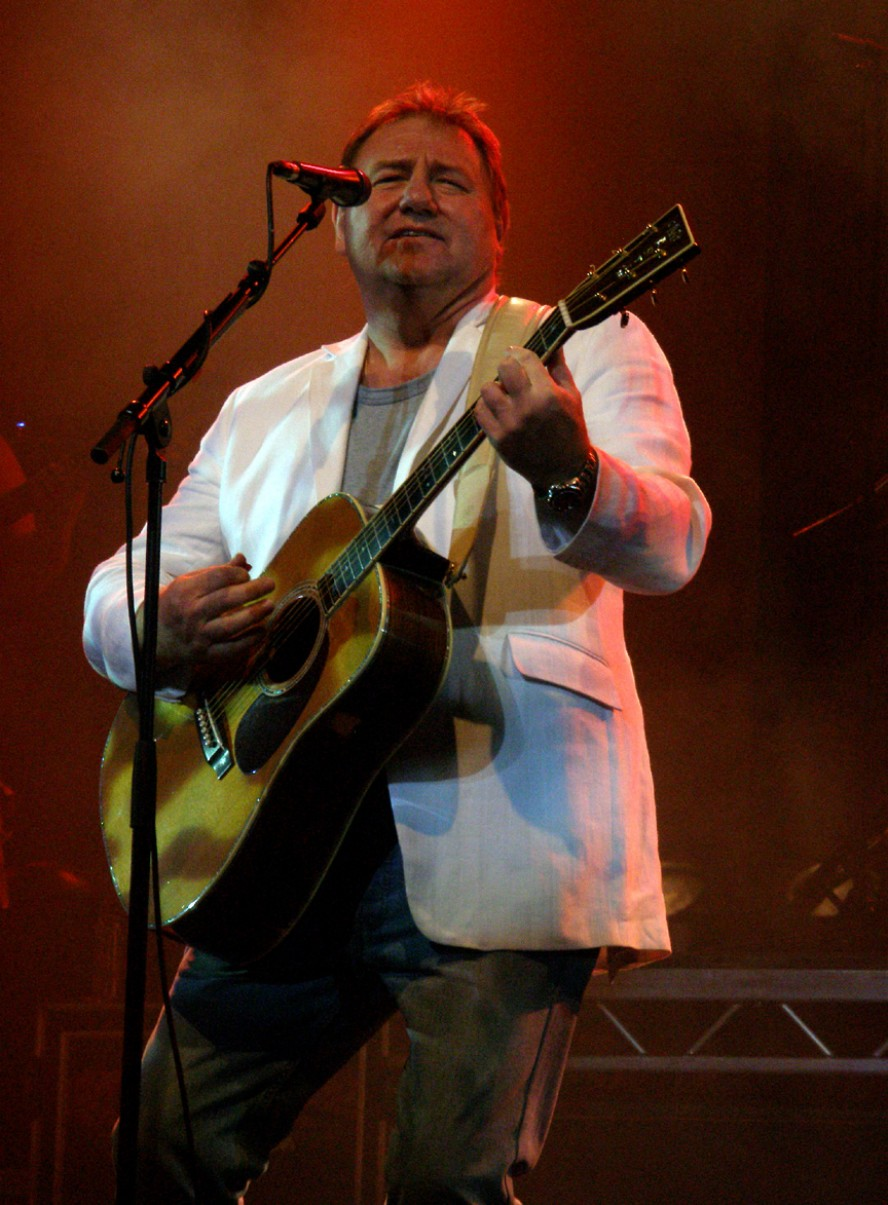
Greg Lake în concert, Llandudno, Țara Galilor, 2005

Greg Lake (născut Gregory Stuart Lake, n. 10 noiembrie 1947, Poole, Anglia, Regatul Unit – d. 7 decembrie 2016, Londra, Anglia, Regatul Unit) a fost un muzician englez: basist, chitarist, vocalist, compozitor și producător. Este cunoscut ca unul dintre membrii fondatori ai trupelor King Crimson și Emerson, Lake and Palmer. A decedat pe 7 decembrie 2016, la 69 ani. 

## Discografie

### Albume de studio
- Greg Lake (1981)
- Manoeuvres (1983)
- Nuclear Attack (2002)

### Albume live
- King Biscuit Flower Hour Presents Greg Lake In Concert (1995)
- Live (2000)

### Compilații
- The Greg Lake Retrospective : From The Beginning (1997)
- From The Underground : The Official Bootleg (1998)
- Greg Lake (2007 - compilație)